# Дрібничка на день народження
«Дрібничка на день народження» — комедійна драма про немолоду дизайнерку, яка сподівається ще знайти щастя та справжнє кохання. На день народження з нею обов'язково щось трапляється, а тепер їй призначено побачення на цю дату.

## Сюжет
Дизайнер одягу Сенна любить галасливі вечірки та спілкування з друзями, але знайти супутника на все життя поки не вдалося. Невдовзі черговий день народження та зустріч з Адамом, який можливо змінить її життя.

## У ролях
| Актор               | Роль         |
| ------------------- | ------------ |
| Шерон Стоун         | Сенна Бергес |
| Тоні Голдвін        | Адам         |
| Фамке Янссен        | Ванесса      |
| Еллен Берстін       | мати Сенни   |
| Кейтлін Фіцджеральд | Елісон       |
| Еріка Еш            | Ніккі        |
| Ліза Лапіра         | Дарла        |
| Леонор Варела       | Б'янка       |
| Жиль Маріні         | Жан-Мішель   |
| Джейсон Гібсон      | Стів         |

## Сприйняття
Фільм отримав змішані відгуки. На сайті Rotten Tomatoes оцінка стрічки становить 16 % на основі 19 відгуків від критиків (середня оцінка 4,2/10) і 58 % від глядачів із середньою оцінкою 3,4/5 (56 голосів). Фільму зарахований «гнилий помідор» від кінокритиків та «розсипаний попкорн» від глядачів, Internet Movie Database — 5,4/10 (360 голосів), Metacritic — 49/100 (9 відгуків критиків).